# Bösdorf, Schleswig-Holstein
Bösdorf är en kommun och ort i Kreis Plön i förbundslandet Schleswig-Holstein i Tyskland.